# Kirkabister (Nesting)

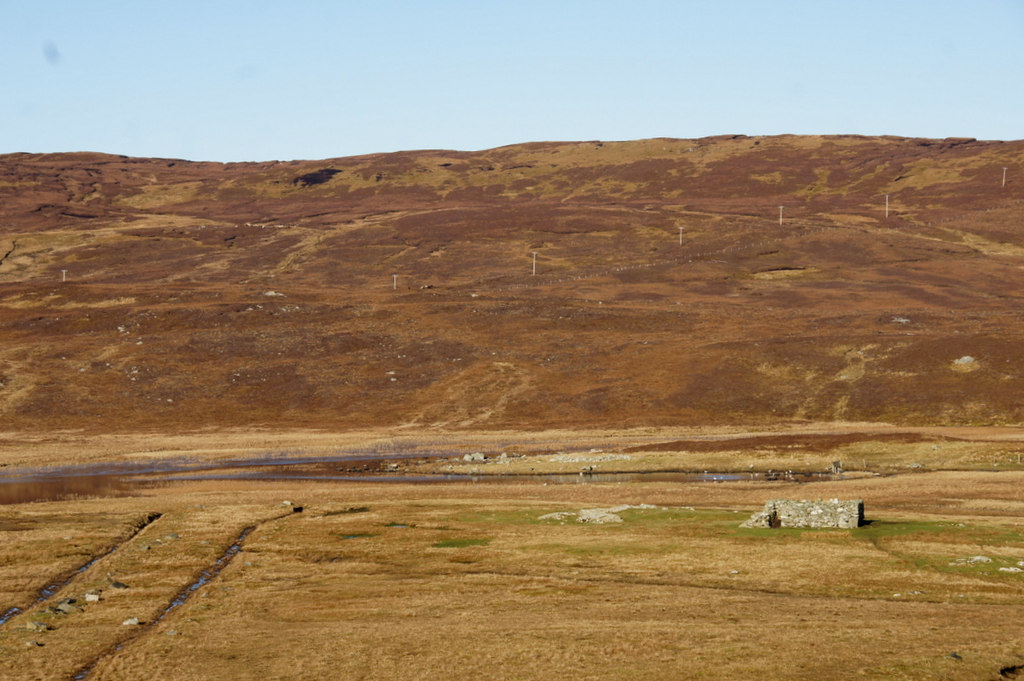
Am Loch of Kirkabister

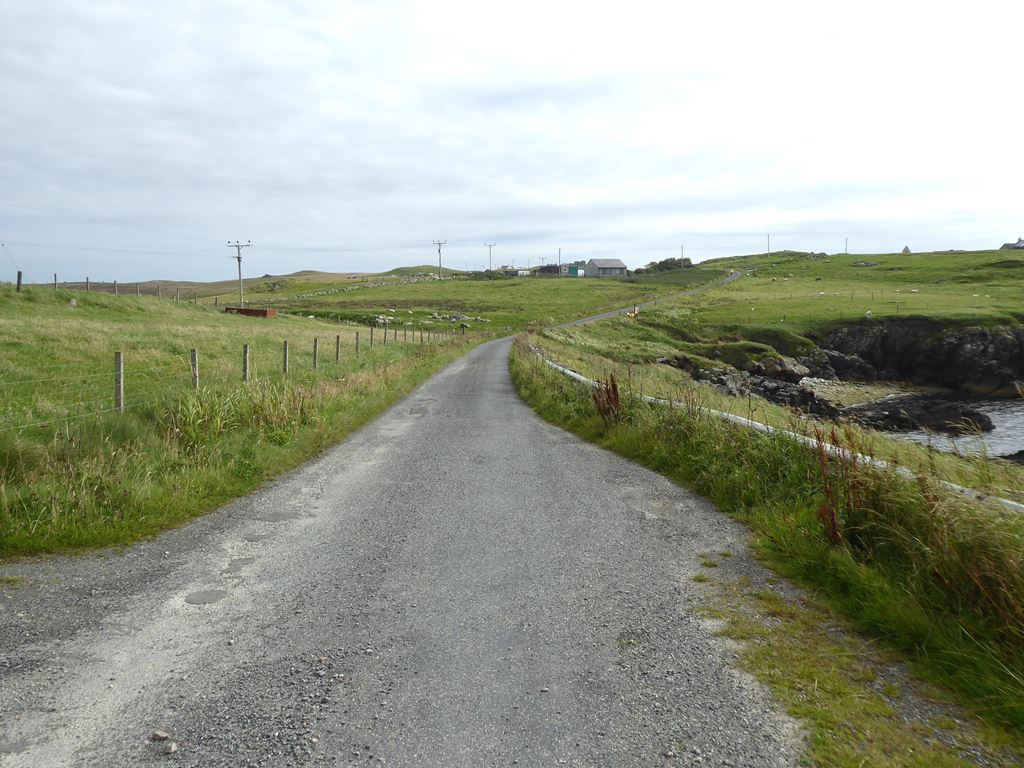
Die Straße nach Kirkabister

Kirkabister ist eine kleine Ortschaft, die im Nordosten der zu Schottland zählenden Shetlands liegt.

## Geographie
Kirkabister liegt, etwas erhöht, über der südlichen Küste einer Halbinsel, die von Mainland in nordöstlicher Richtung in die Nordsee ragt. Sie bildet hier die Bucht South Nesting Bay. Ein kleiner See, das Loch of Kirkabister, befindet sich auf der Landseite im Norden des Ortes. Nach Lerwick sind es 16 Kilometer im Süden, Ortschaften in der Nähe sind Skellister im Südwesten sowie, jenseits des 120 Meter hohen East Hills of Bellister im Nordwesten Billister und Laxfirth.

## Historisches
Im Rahmen der historischen Gliederung Schottlands in Civil Parishes zählt Kirkabister zu Nesting.